# Hunter Wood
Pour les articles homonymes, voir Wood.
Hunter Blake Wood (né le 12 août 1993 à Rogers, Arkansas, États-Unis) est un lanceur droitier des Rays de Tampa Bay de la Ligue majeure de baseball.

## Carrière
Hunter Wood est choisi par les Red Sox de Boston au 32e tour de sélection du repêchage de 2012 mais ne signe pas de contrat avec l'équipe. Il signe son premier contrat professionnel avec les Rays de Tampa Bay, qui le réclament au 29e tour de sélection du repêchage de 2013.
Il fait ses débuts dans le baseball majeur avec Tampa Bay le 30 mai 2017.